# Колгам
Колгам (нід. Kolham) — село в нідерландській провінції Гронінген. Входить до муніципалітету Мідден-Гронінген.
Його площа становить 9,91км², а населення станом на 2021 рік складало 1 345 осіб.
Перша згадка про населений пункт датується 1266 роком. 1959 року на території села були знайдені поклади природного газу, які згодом виявилися частиною найбільшого в Європі газового родовища Гронінген.

## Галерея

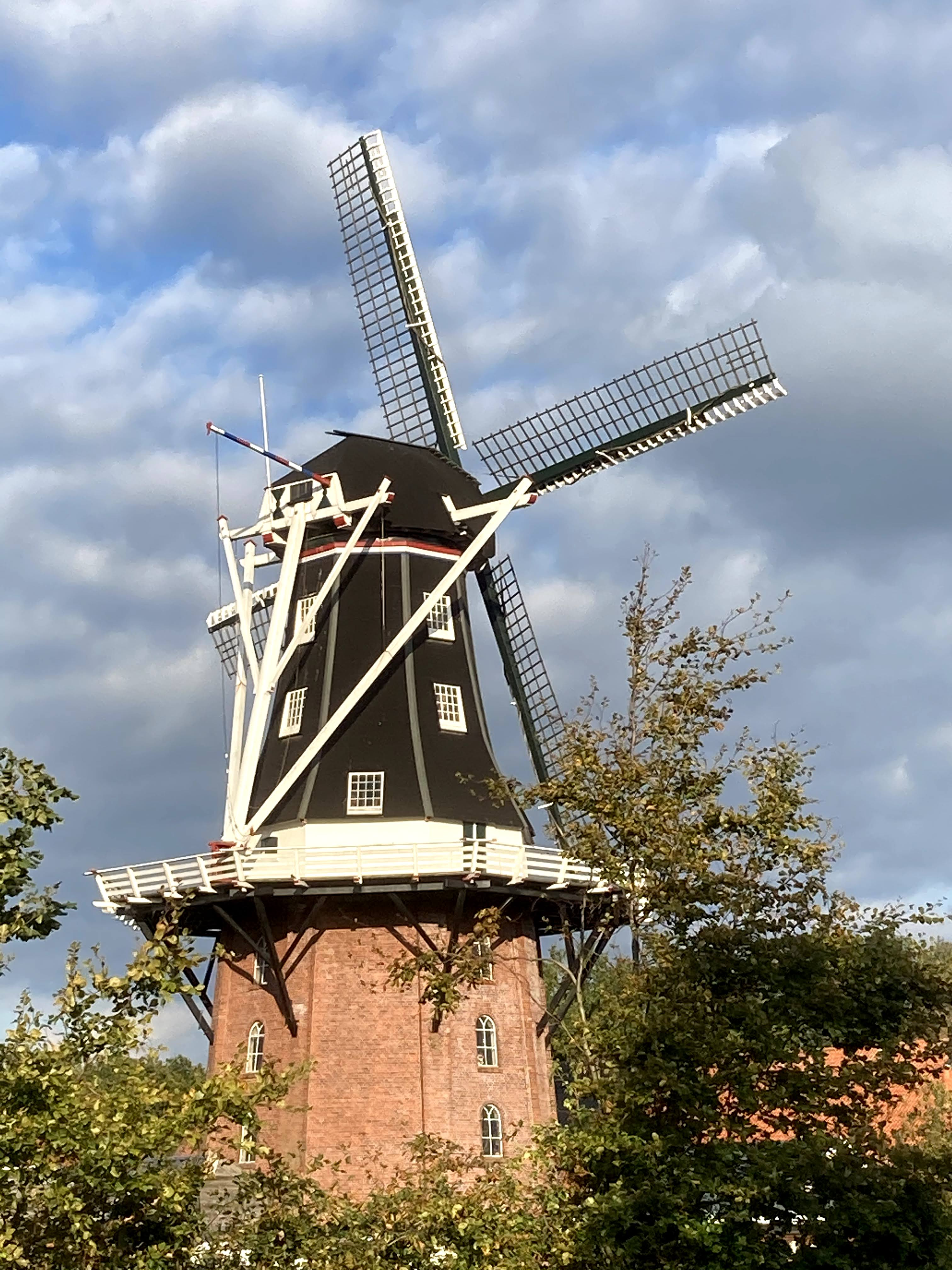
Вітряк Enterprise
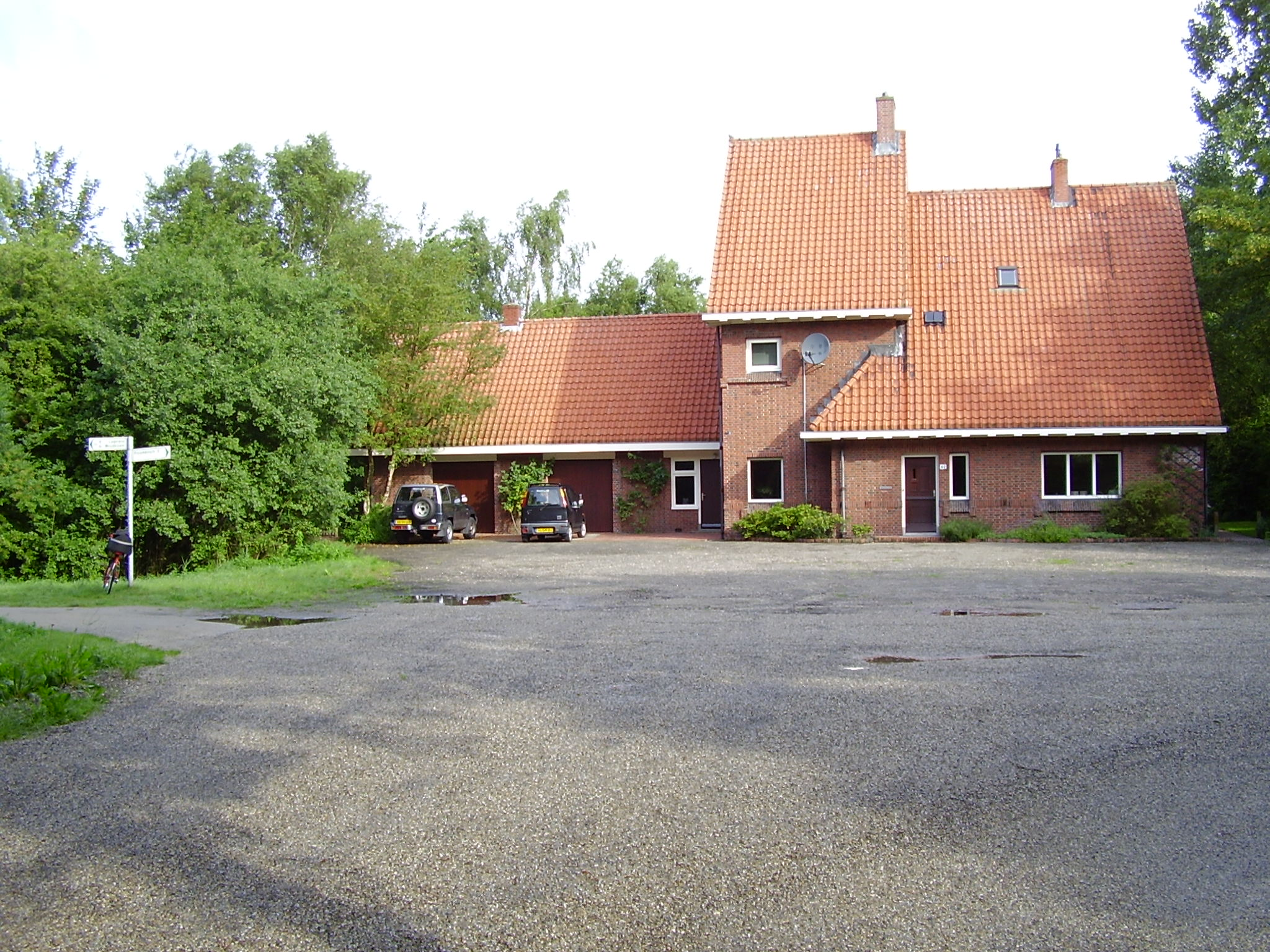
Будівля колишньої залізничної станції
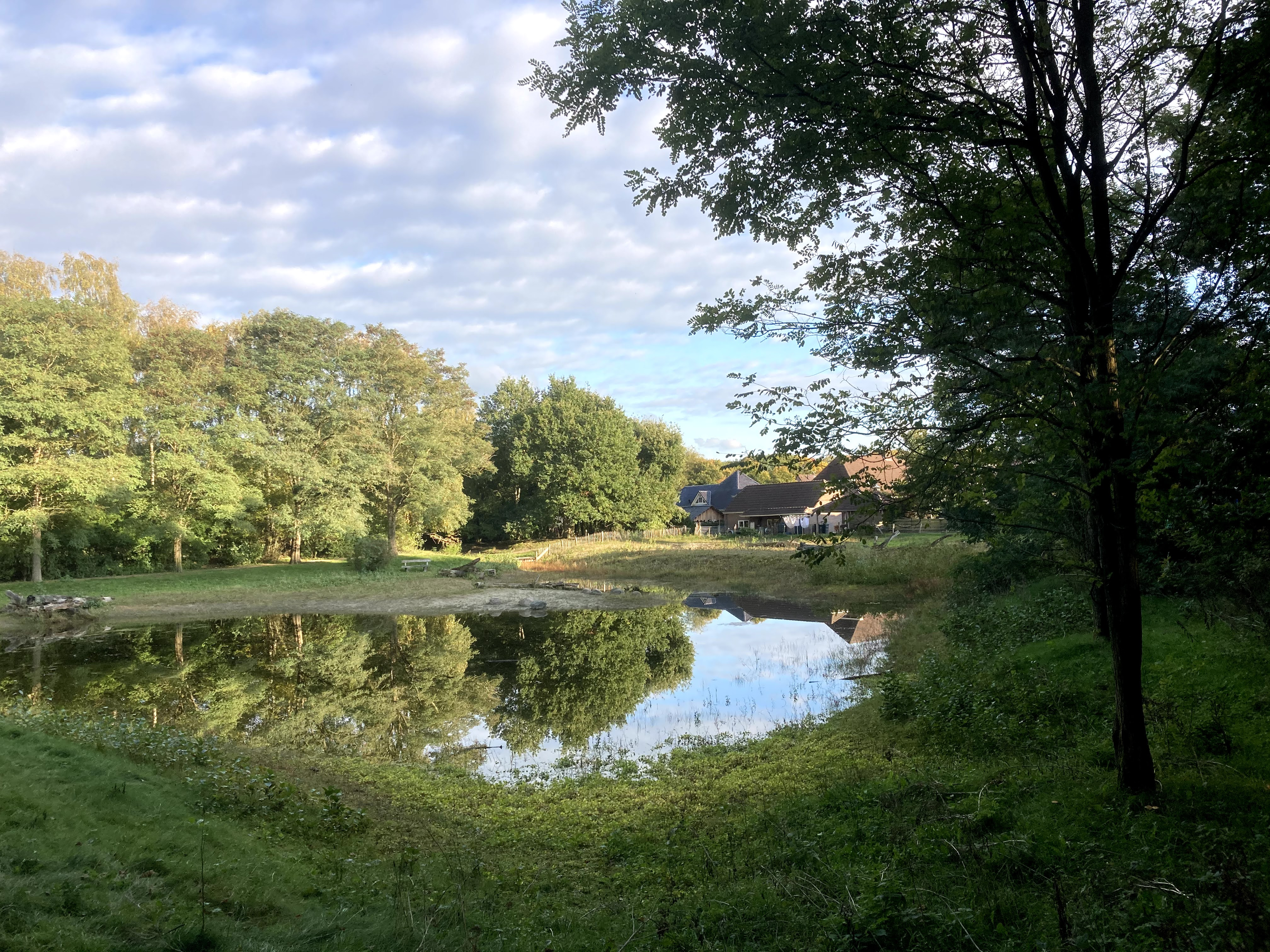
Природа поблизу села
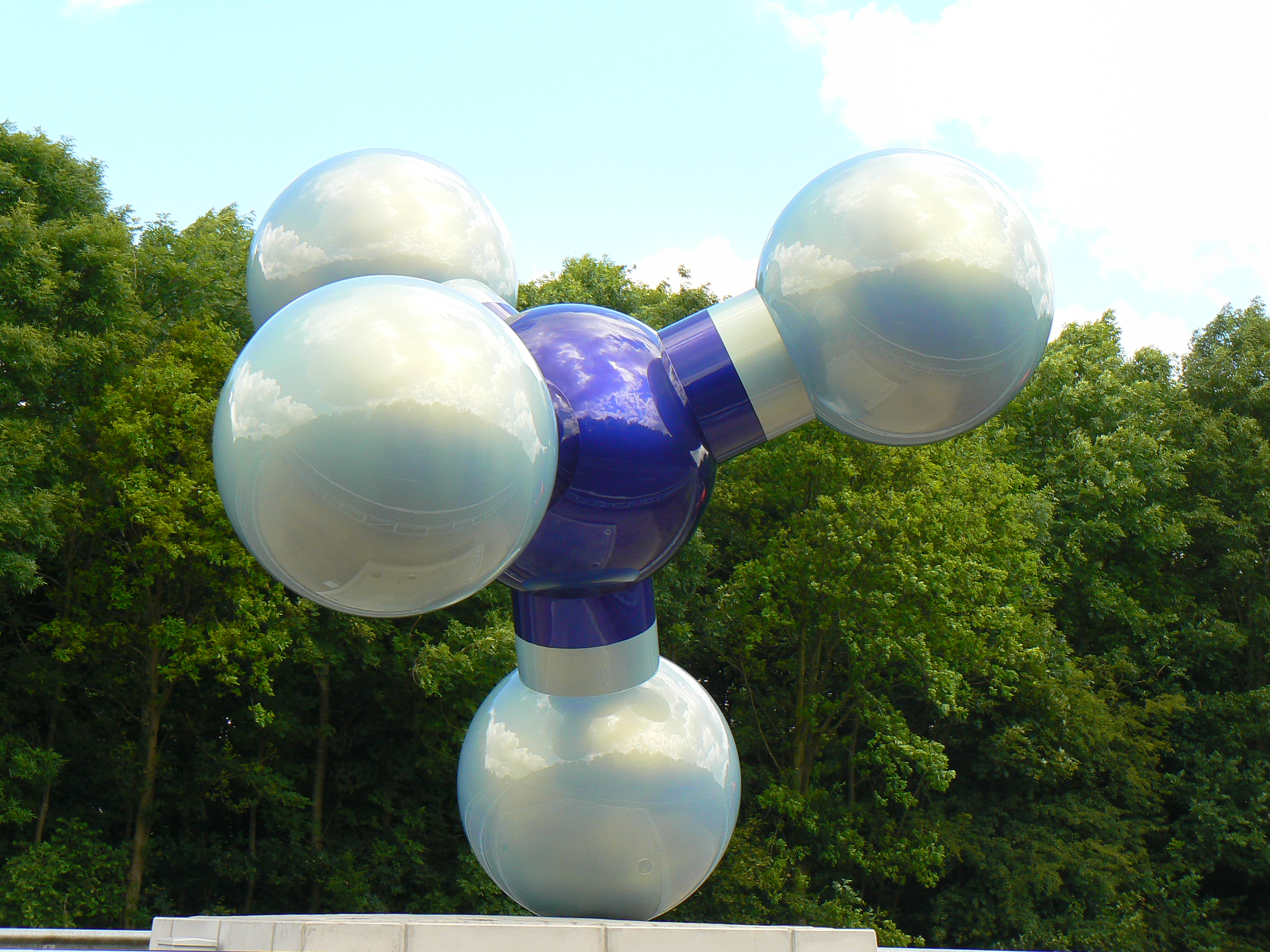
Скульптура Молекула газу (2009)